# Trichopetalum plumosum
Trichopetalum plumosum är en sparrisväxtart som först beskrevs av Hipólito Ruiz López och Pav., och fick sitt nu gällande namn av James Francis Macbride. Trichopetalum plumosum ingår i släktet Trichopetalum och familjen sparrisväxter. Inga underarter finns listade i Catalogue of Life.